# Faculté de sciences économiques et de gestion de Dakar
La faculté de sciences économiques et de gestion est un établissement public et une composante de l'université Cheikh Anta Diop.

## Histoire
La Faculté des Sciences Economiques et de Gestion (FASEG), situé à Dakar, a été créée par décret n°70-1135 du 13 octobre 1970 modifié par le décret n°94-1002 du 28/09/1994, à la suite de la concertation Nationale sur l’Enseignement Supérieure de 1993. Cet établissement d'enseignement supérieur propose une variété de formations spécialisées dans les domaines de l'économie et de la gestion. Les étudiants ont la possibilité de suivre des cursus axés sur la finance, le marketing, la comptabilité, la gestion des ressources humaines et bien d'autres. Grâce à des programmes académiques de qualité et à des enseignants expérimentés, la Faculté des Sciences économiques et de Gestion offre aux étudiants une formation complète et adaptée aux besoins du marché du travail. Les diplômés de cet établissement sont reconnus pour leur expertise et leur capacité à relever les défis économiques et managériaux actuels.

## Enseignement
Avec un cursus d'étude organisé en système licence-master-doctorat, la faculté de sciences économiques et de gestion est divisée en trois départements et un institut:

### Départements
- Département d'analyse et politique économiques;
- Département de gestion;
- Département des mathématiques de la décision.

### Institut
- Institut de formation en administration et création d'entreprise.